# La Galera
La Galera ist eine Gemeinde (Municipio) mit 708 Einwohnern (Stand: 2024) im Südosten Kataloniens in Spanien. Die Gemeinde gehört zur Comarca Montsià. 

## Lage
La Galera liegt etwa 85 Kilometer südwestlich von Tarragona in einer Höhe von ca. 120 m.

## Bevölkerungsentwicklung
| Jahr      | 1970 | 1981 | 1991 | 2001 | 2011 | 2021 |
| Einwohner | 870  | 794  | 761  | 729  | 846  | 723  |

## Sehenswürdigkeiten
- Kirchturm von La Galera
- Rathaus

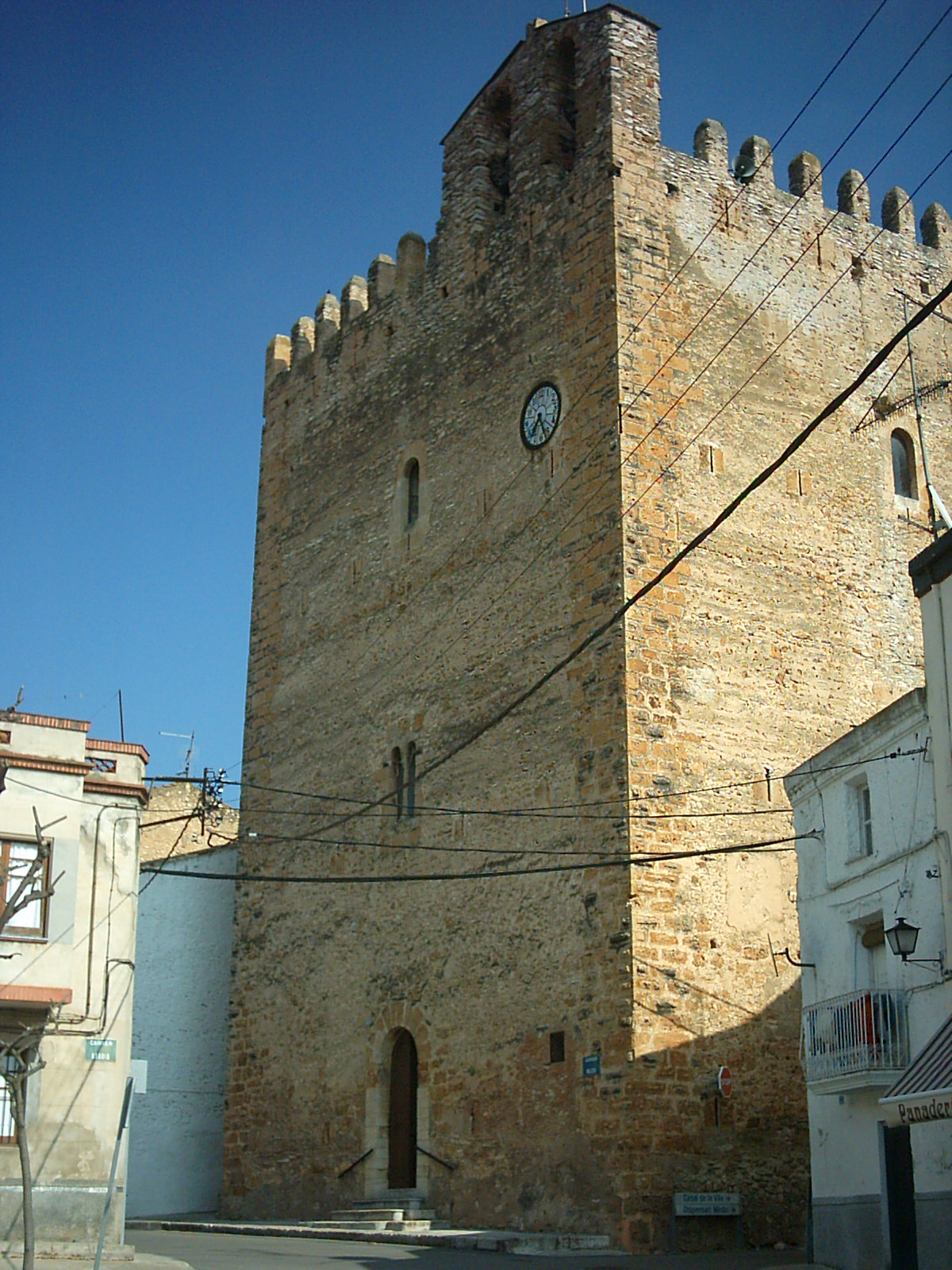
Kirchturm
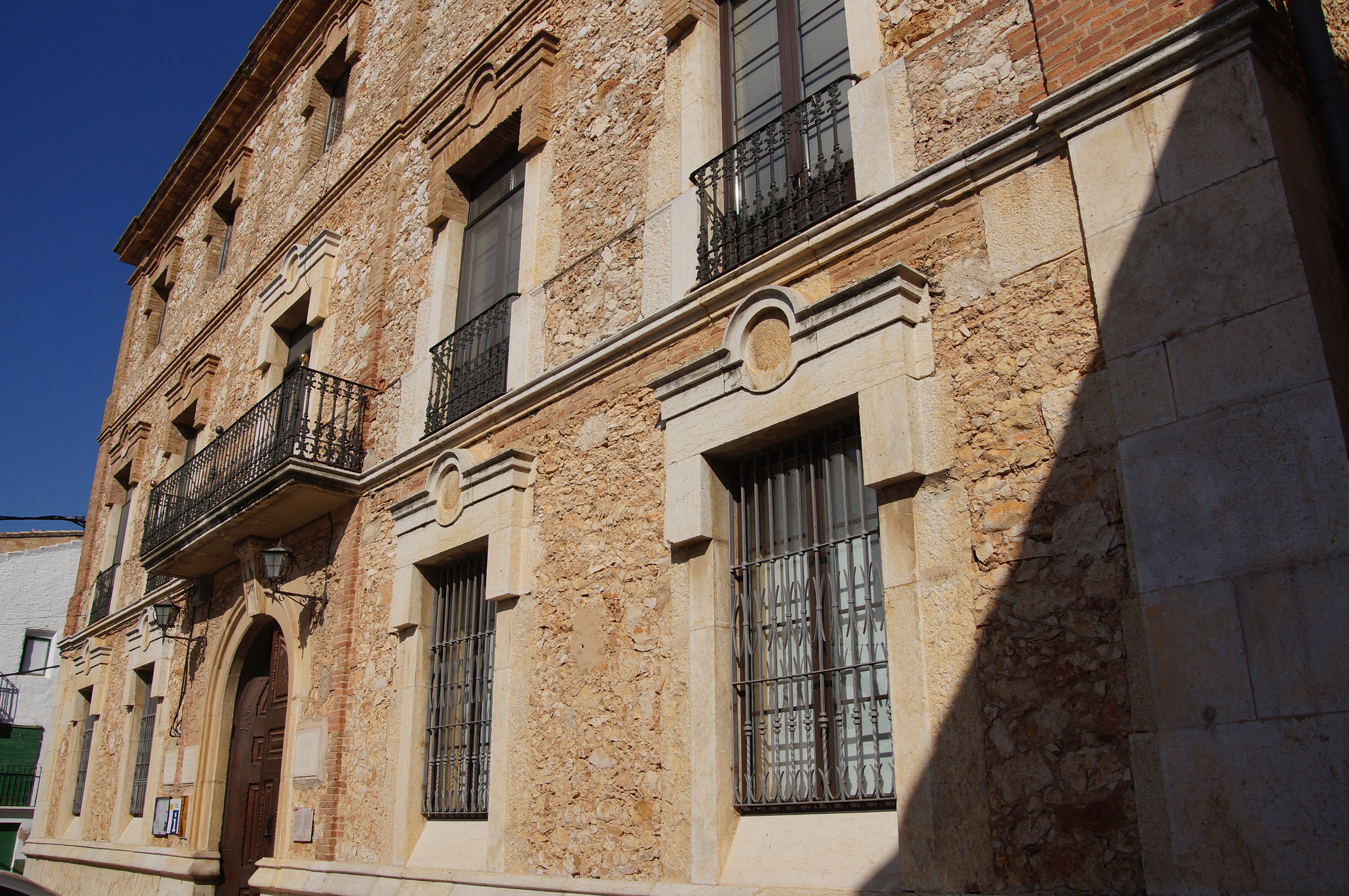
Rathaus

## Persönlichkeiten
- Miguel Ángel Villarroya (* 1957), spanischer General